# Tachovská Huť
Tachovská Huť (dříve Tachovský Šmelctál) je malá vesnice, část obce Tři Sekery v okrese Cheb v Karlovarském kraji. Nachází se asi dva kilometry jihozápadně od Tří Seker. Je zde evidováno 20 adres. V roce 2011 zde trvale žilo 56 obyvatel.
Tachovská Huť je také název katastrálního území o rozloze 6,14 km².

## Historie
První písemná zmínka o vesnici pochází z roku 1788.

## Obyvatelstvo
Při sčítání lidu v roce 1921 zde žilo 542 obyvatel, z nichž bylo 538 obyvatel německé národnosti a čtyři cizozemci. K římskokatolické církvi se hlásilo všech 542 obyvatel.
| Rok            | 1869 | 1880 | 1890 | 1900 | 1910 | 1921 | 1930 | 1950 | 1961 | 1970 | 1980 | 1991 | 2001 | 2011 | 2021 |
| -------------- | ---- | ---- | ---- | ---- | ---- | ---- | ---- | ---- | ---- | ---- | ---- | ---- | ---- | ---- | ---- |
| Počet obyvatel | 838  | 799  | 761  | 679  | 623  | 542  | 482  | 93   | 56   | 61   | 42   | 43   | 46   | 56   | 51   |
| Počet domů     | 101  | 103  | 96   | 95   | 98   | 97   | 96   | 31   | -    | 15   | 11   | 14   | 15   | 17   | 18   |

## Obecní správa
Při sčítání lidu v letech 1850–1879 Tachovská Huť byla osadou obce Tři Sekery v okrese Planá. V letech 1880–1889 byla osadou obce Tři Sekery u Tachova v okrese Planá. V letech 1890–1952 byla samostatnou obcí, se kterým patřila nejprve do okresu Planá, ale v letech 1900–1930 v okrese Mariánské Lázně. Od roku 1953 je opět částí obce Tři Sekery, se kterým patřilo nejprve do okresu Mariánské Lázně, ale od roku 1960 v okrese Cheb.